# Dománovický vrch
Dománovický vrch (269 m n. m.) je vrch v okrese Kolín Středočeského kraje. Leží asi 0,5 km východně od obce Dománovice, menší sv. částí s vrcholem na katastrálním území Dománovic, mnohem větší jz. částí (Holý vrch) na území obce Radovesnice II.

## Geomorfologické zařazení
Geomorfologicky vrch náleží do celku Východolabská tabule, podcelku Chlumecká tabule, okrsku Krakovanská tabule a podokrsku Bělušická plošina.